# Initiative populaire « Sortir du nucléaire - Pour un tournant dans le domaine de l'énergie et pour la désaffectation progressive des centrales nucléaires »
L'initiative populaire  « pour un tournant dans le domaine de l'énergie et pour la désaffectation progressive des centrales nucléaires » (Sortir du nucléaire) est une initiative populaire suisse, rejetée par le peuple et les cantons le 18 mai 2003.

## Contenu
L'initiative propose de modifier l'article 24 de la Constitution fédérale pour y ajouter un paragraphe spécifiant que les centrales nucléaires du pays doivent être progressivement désaffectées et que les déchets nucléaires ne peuvent plus être retraités. De plus, elle introduit un nouvel article 24 dans les dispositions transitoires, spécifiant que les plus anciennes centrales du pays, à savoir Beznau et Mühleberg, doivent être mises hors service au plus tard deux ans après l'acceptation de l'initiative.
Le texte complet de l'initiative peut être consulté sur le site de la Chancellerie fédérale.

## Déroulement

### Contexte historique
L'initiative, lancée en parallèle avec l'initiative populaire « Moratoire-plus - Pour la prolongation du moratoire dans la construction de centrales nucléaires et la limitation du risque nucléaire » qui sera soumise au vote à la même date et sera également refusée, propose de réduire progressivement l'utilisation de l'énergie nucléaire jusqu'en 2014, date prévue de la fermeture de la dernière centrale.

### Récolte des signatures et dépôt de l'initiative
La récolte des 100 000 signatures nécessaires par l'association Storm ohne Atom se déroule entre le 31 mars 1998 et le 1er octobre 1999. Le 28 septembre 1999, l'initiative est déposée à la Chancellerie fédérale, qui constate son aboutissement le 22 octobre 1999.

### Discussions et recommandations des autorités
Le Parlement et le Conseil fédéral recommandent le rejet de l'initiative. Parallèlement, le Conseil fédéral présente un projet de loi sur l'énergie nucléaire à titre de contre-projet indirect ; celle-ci est finalement acceptée le 21 mars 2003 par l'Assemblée fédérale, malgré les critiques exprimées par Rudolf Rechsteiner contre la « pression exercée par le lobby nucléaire ».
Dans son message à la population, les autorités estiment le coût induit par le remplacement des centrales nucléaires désaffectées à 500 millions de francs par an, coût qui pourrait se reporter sur le prix de l'électricité. De son côté, le comité référendaire met en avant les risques et le problème des déchets, tout en spécifiant que l'uranium doit être importé et ne permet pas d'assurer l'indépendance énergétique du pays.
Les recommandations de vote des partis politiques sont les suivantes : 
| Parti politique              | Recommandation |
| ---------------------------- | -------------- |
| Démocrates suisses           | oui            |
| Parti chrétien-conservateur  | non            |
| Parti chrétien-social        | oui            |
| Parti démocrate-chrétien     | non            |
| Parti évangélique            | oui            |
| Parti libéral                | non            |
| Parti de la liberté          | non            |
| Parti radical-démocratique   | non            |
| Parti socialiste             | oui            |
| Parti suisse du travail      | oui            |
| Union démocratique du centre | non            |
| Union démocratique fédérale  | non            |
| Les Verts                    | oui            |

### Votation
Soumise à votation le 18 mai 2003, l'initiative est refusée par 20 5/2 cantons et par 66,3 % des suffrages exprimés. Le tableau ci-dessous détaille les résultats par canton :

## Effet
À la suite du rejet de cette initiative, le gouvernement présente en février 2007 un rapport de politique énergétique prévoyant le remplacement des centrales nucléaires existantes et envisageant la possibilité d'en construire de nouvelles.